# Lusinier
Lusinier (ros. Люсинер) – wieś (dieriewnia) w Rosji, w Mari El, w rejonie mari-turieckim. W 2010 liczyła 109 mieszkańców.